# Каделбоско ди Сопра
Каделбо̀ско ди Со̀пра (на италиански: Cadelbosco di Sopra, на местен диалект Cadàlbosch, Кадалбоск) е град и община в северна Италия, провинция Реджо Емилия, регион Емилия-Романя. Разположен е на 33 m надморска височина. Населението на общината е 10 600 души (към 2013 г.).